# Cypress Grove
Cypress Grove (Londra, 28 maggio 1959) è un musicista, cantautore, compositore e produttore discografico britannico. Dopo la laurea in psicologia all'University College London, decide di dedicarsi completamente alla musica.

## Biografia
Cypress Grove nacque a Londra e crebbe in un ambiente musicale. Il padre, infatti, era un batterista jazz di professione che aveva suonato anche con The Chris Barber Band. Insegnò a Cypress a suonare la batteria fin dalla più tenera età. Arrivato ai 16 anni però, Grove decise che la sua passione era la chitarra.

## Carriera musicale
A 18 anni cominciò a suonare regolarmente in giro per locali, con vari gruppi new wave. La sua inclinazione verso l'alternative rock come genere di appartenenza si definì in questo periodo, grazie all'influenza di gruppi come The Birthday Party, The Pop Group, e gli Einstürzende Neubauten. Continuò, comunque, a sviluppare parallelamente la sua passione per il blues acustico pre-bellico e, nel 1988, questa ricerca lo portò all'incontro con Jeffrey Lee Pierce dei Gun Club. Pierce aveva una vera passione per la musica delle radici di qualsiasi genere. Cominciarono così a suonare insieme regolarmente a casa di Cypress Grove. Pierce invitò Grove a collaborare con lui nell'album di musica delle radici che aveva in mente da molto tempo. Il disco uscì nel 1992 con il titolo: Ramblin' Jeffrey Lee and Cypress Grove with Willie Love. Cypress e Jeffrey portarono il disco in tournée sia con il gruppo che come duo acustico.
Nell'ottobre del 1994 Pierce e Grove vennero filmati da Henri-Jean Debon per il film/documentario Hard Times Killin' Floor Blues. Il film uscirà nel 2008.
Dopo la morte di Jeffrey Lee nel marzo del 1996 a causa di un'emorragia cerebrale, Grove is trasferì in Francia per tre anni, girando l'intero paese suonando nei locali, alle radio e in vari festival.
Nel 2006 Cypress Grove trovò una vecchia cassetta di lui e Pierce che suonavano insieme. La cassetta conteneva bozze di brani su cui i due artisti avevano lavorato. Erano bozze molto sommarie e la qualità della registrazione inadeguata. Decise, quindi, di registrare le canzoni professionalmente ed invitò alcuni amici, colleghi ed ammiratori di Pierce ad aiutarlo a completare le canzoni. Questa impresa divenne The Jeffrey Lee Pierce Session Project che ha prodotto tre album con un quarto ed ultimo album in lavorazione.
Grove ha registrato con numerosi musicisti tra cui Nick Cave Debbie Harry, Chris Stein, Mark Lanegan, Iggy Pop, Isobel Campbell, Thurston Moore, Warren Ellis, The Raveonettes, Crippled Black Phoenix, Mick Harvey, David Eugene Edwards, Hugo Race, Bertrand Cantat, Barry Adamson, Lydia Lunch, Jim Sclavunos, Mark Stewart and James Johnston.
Nel 2010 Cypress Grove e Lydia Lunch decisero di approfondire il loro sodalizio lavorativo e creativo, registrando il disco intitolato: A Fistful Of Desert Blues.
Nel 2017 Cypress Grove incide un nuovo album con Lydia Lunch dal titolo Under The Covers.
Nel 2019 ha composto ed interpretato la canzone "The Singing Tree" per il film "Lucania" di Gigi Roccati.

## Discografia
- Ramblin' Jeffrey Lee & Cypress Grove With Willie Love con Ramblin' Jeffrey Lee (Jeffrey Lee Pierce), 1992
- A Fistful of Desert Blues con Lydia Lunch
- Twin Horses con Lydia Lunch e Spiritual Front
- Under The Covers con Lydia Lunch

### The Jeffrey Lee Pierce Sessions Project
- We Are Only Riders, 2009
- The Journey Is Long, 2012
- Axels & Sockets, 2014